# 前319年
| 千纪： | 前1千纪 |
| 世纪： | 前5世纪 \| 前4世纪 \| 前3世纪 |
| 年代： | 前340年代 \| 前330年代 \| 前320年代 \| 前310年代 \| 前300年代 \| 前290年代 \| 前280年代                                                                              |
| 年份： | 前324年 \| 前323年 \| 前322年 \| 前321年 \| 前320年 \| 前319年 \| 前318年 \| 前317年 \| 前316年 \| 前315年 \| 前314年                                                |
| 纪年： | 周慎靚王二年 魯平公四年 齊宣王元年 趙武靈王七年 魏惠王後十六年 韓宣惠王十四年 秦惠文王六年 楚懷王十年 宋康王十年 衛嗣君十六年 燕王噲二年 越王無彊二十四年 中山王九年 |

## 大事记
- 秦伐魏，取鄢。
- 魏惠王薨，子魏襄王嗣立。
- 公孫衍在韓國支持下取代張儀成為魏國國相，魏王驅逐張儀回秦，惠施重回魏國。
- 亞歷山大帝國攝政安提帕特跳過自己的兒子卡山德，宣佈由波利伯孔繼承帝國攝政之位，卡山德與波利伯孔之間的內戰隨即爆發，且戰事迅速蔓延到其他的繼業者，卡山德得到安提柯及托勒密的支特，波利伯孔與歐邁尼斯結盟，安提柯在歐基尼亞戰役擊敗歐邁尼斯，之後歐邁尼斯逃到諾拉(Nora)，遭受著安提柯的圍攻，直到安提帕特死亡。

## 逝世
- 魏惠王，魏國君主，約前400年出生。
- 安提帕特，馬其頓王國腓力二世和亞歷山大大帝時的將軍，前320年擔任亞歷山大帝國攝政。